# Förlovningsring

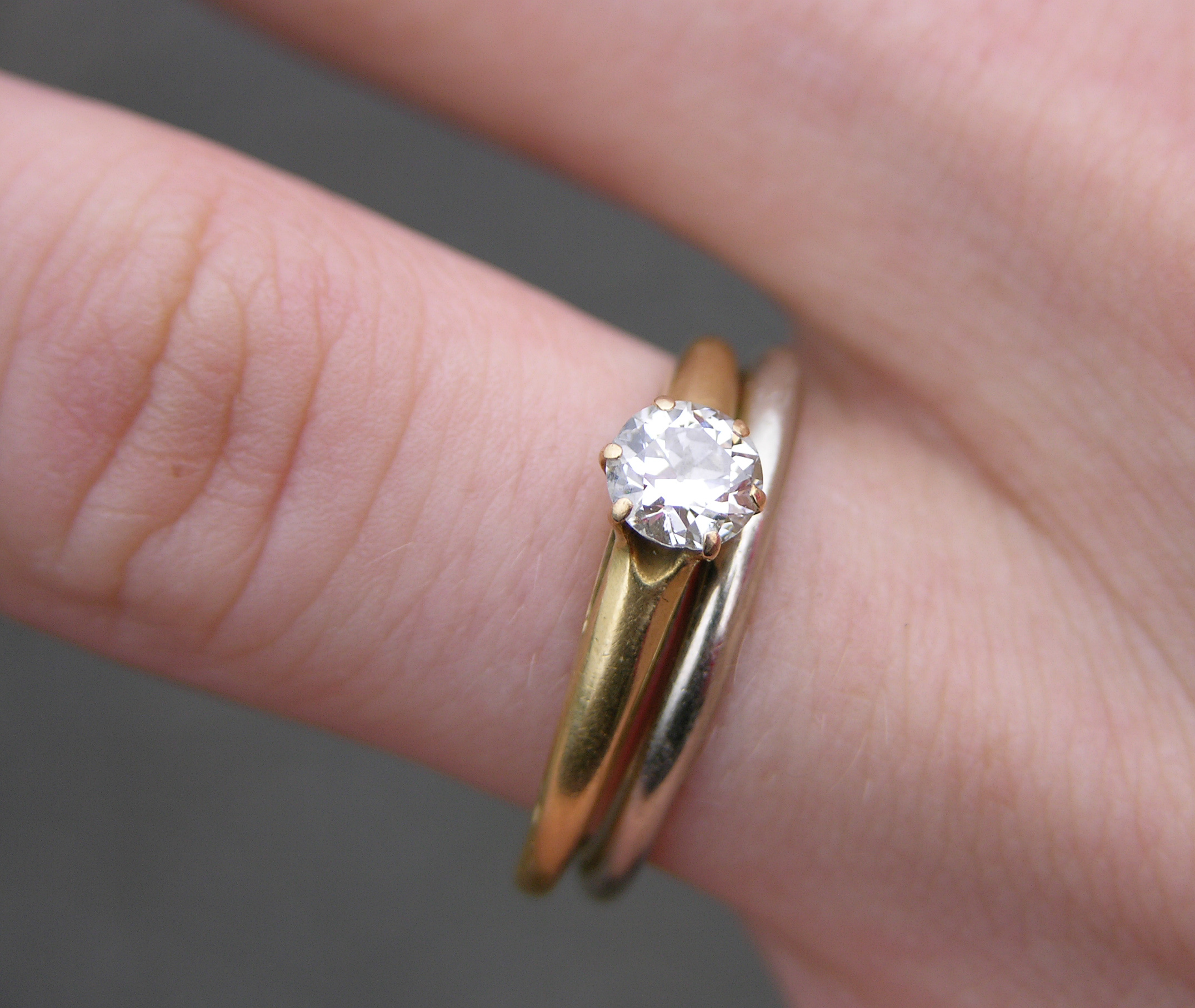
Förlovningsring (med diamant) och slät vigselring innerst på fingret. I vissa länder är det ofta förlovningsringen som är mer utsmyckad än vigselringen och med ökad globalisering har sådana seder börjat bli trendiga också i Sverige.

Förlovningsringar bärs av ett par som har förlovat sig. I ringen är vanligen ingraverat förlovningsdatum och antingen bådas namn eller namnet på den person man förlovat sig med. Sedan mitten av 1800-talet är seden i Sverige att fästfolket växlar släta ringar. Numera kan fästmön i stället få en alliansring.

## Historia

### Forntiden
Även om de forna egyptierna ibland ges äran av att ha uppfunnit förlovningsringen och de antika grekerna av att ha antagit traditionen, kan förlovningsringens historia bara spåras så långt tillbaka som till det antika Rom.
Historien verkar ha sitt ursprung i den forntida romerska boken Noctes atticae (Attiska nätter) av Aulus Gellius som citerar Apions Aegyptiacorum, där en påstådd ven ursprungligen var en nervus (ett ord som antingen kan översättas som "nerv" eller som "sena").
Den populära uppfattningen att förlovningsringen ursprungligen var en del av brudpriset, som representerade köp och ägarskap av bruden, har ifrågasatts av nutida forskning.:42 not 105

### Medeltiden
600-talets västgotiska lag krävde att "när trolovningsceremonin har genomförts, ..., och ringen har givits eller accepterats som pant, fast inget har skrivits, får löftet, under inga omständigheter, brytas." 
År 860 e.Kr. skrev Nikolaus I ett brev till Boris I av Bulgarien som svar på frågor angående skillnader mellan romersk-katolskt och östortodoxt bruk. Nikolaus beskriver hur en man inom den romersk-katolska kyrkan ger sin trolovade en förlovningsring.

### Renässansen
Den första väldokumenterade användningen av en diamantring för att  tillkännage förlovning var Maximilian I i Wiens kejsarhov 1477, när Maximilian trolovades med Maria av Burgund. Detta påverkade männen i de  högre och rikare sociala klasserna att ge diamantringar till sina älskade.

### Reformationen
Under reformationen ersatte vigselringen trolovningsringen som den ring som var förknippad med giftermål. I katolska länder skedde förändringen något senare.

### Upplysningstiden
Under upplysningstiden var både smyckesringar och poesiringar populära. Skillnaden var att den senare oftare användes som ett uttryck för känsla, snarare än att visa en formell förlovning.

Förlovningsring från 1864

```
.
```

### 1900-talet
I Förenta staterna minskade efterfrågan på förlovningsringar med diamanter  
efter andra världskriget, och ännu mer under den stora depressionen.  
1938 började diamantkartellen De Beers en marknadsföringskampanj som kom att få stort inflytande över valet av förlovningsringar. 
Under den stora depressionen på 1930-talet sjönk priset på diamanter dramatiskt. På samma gång visade marknadsundersökningar att förlovningsringar inte längre var så populära bland yngre personer. Före andra världskriget innehöll bara 10 procent av de amerikanska förlovningsringarna  en diamant. Medan den första fasen av marknadsföringen av diamanter i USA bestod av en marknadsundersökning, började annonseringsfasen 1939. Ett av de första elementen i kampanjen var att undervisa allmänheten om de fyra C (cut, carats, color och clarity, dvs. utförande, karat, färg och klarhet). 1947 introducerades sloganen "a diamond is forever" (en diamant är för evigt). Sedan försökte De Beers med en marknadsföringskampanj övertyga konsumenterna om att en förlovningsring är absolut nödvändig, och att en diamant är den enda acceptabla stenen till en förlovningsring.

### 2000-talet
Under det tidiga 2000-talet, började juvelindustrin marknadsföra "förlovningsringar för män",  "mangagement rings".

## Förlovningsringar i Sverige
I Sverige, Finland, Storbritannien och USA bärs förlovningsringarna på vänster hands ringfinger, medan de i exempelvis Danmark och Tyskland bärs på högra handens ringfinger. I Sverige, Norge, Danmark, Finland, Tyskland, Nederländerna och Brasilien bär båda parterna i förhållandet förlovningsring.